# Luigi Lucatelli
Luigi Lucatelli (Roma, 21 gennaio 1877 – Roma, 3 agosto 1915) è stato un giornalista e scrittore italiano.

## Biografia
Figlio del patriota Annibale Lucatelli, scrisse diversi romanzi, novelle, articoli su diversi argomenti. Collaborò con Gaetano Salvemini scrivendo il capitolo relativo alle intimidazioni malavitose nelle elezioni politiche del 1913 nel collegio elettorale di Bitonto, riprodotto nella seconda edizione del pamphlet Il ministro della malavita. Fu inoltre corrispondente di guerra. Raggiunge la popolarità negli ultimi dieci anni della sua vita firmando con lo pseudonimo di Oronzo E. Marginati scrivendo in un linguaggio diverso e particolare.

## Opere
- O.E. Marginati intimo, 1906.
- (come Oronzo E. Marginati) Così parlarono due imbecilli, Milano, Baldini & Castoldi, 1910.
- Nel cuore dell'Africa, 1911.
- La parte del baritono, Milano, Baldini & Castoldi, 1912; ristampato nel 1914.
- Francia sanguinante, 1915.
- (come Oronzo E. Marginati) Come ti erudisco il pupo, Roma, L. Cappelli Editore, 1915; ristampato nel 1917; ristampato nel 1942, ristampato nel 1945 (con il vero nome).
- Il cittadino Coso Così, 1920.
- Athos, Roma, Casa Editrice di M. Carra & C. di Luigi Bettini, s.d.